# 欽州街小販市場

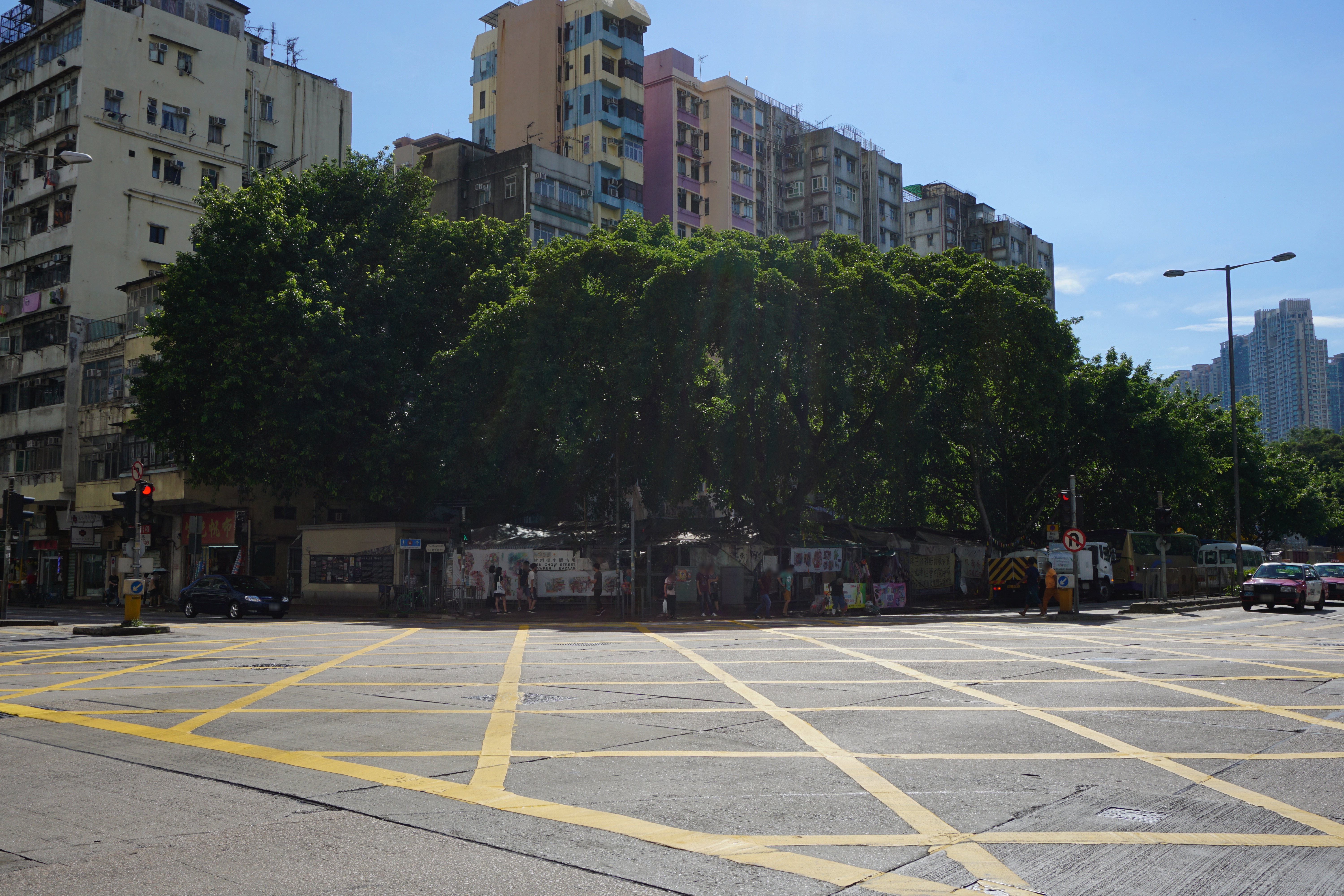
欽州街小販市場全貌

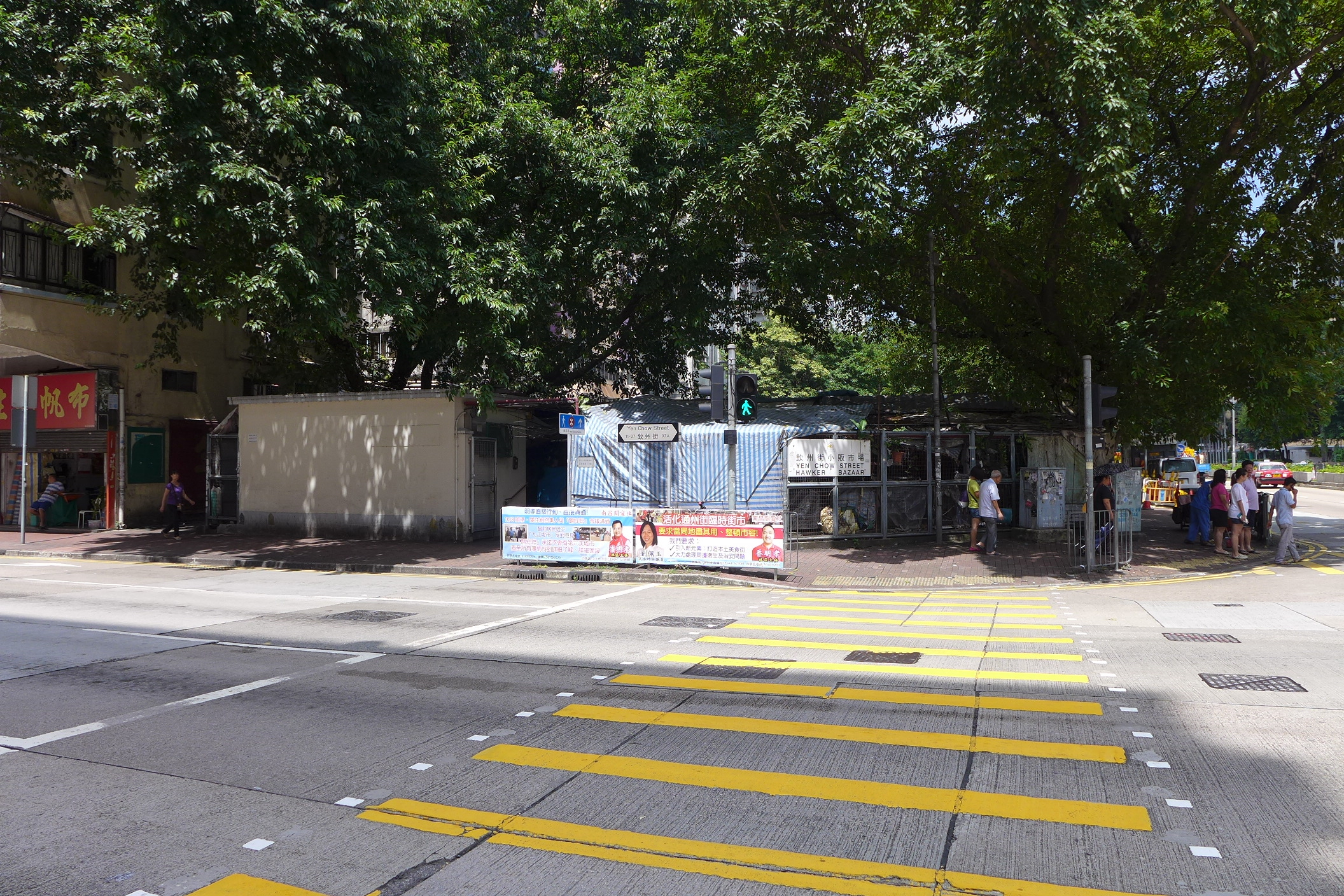
欽州街小販市場入口

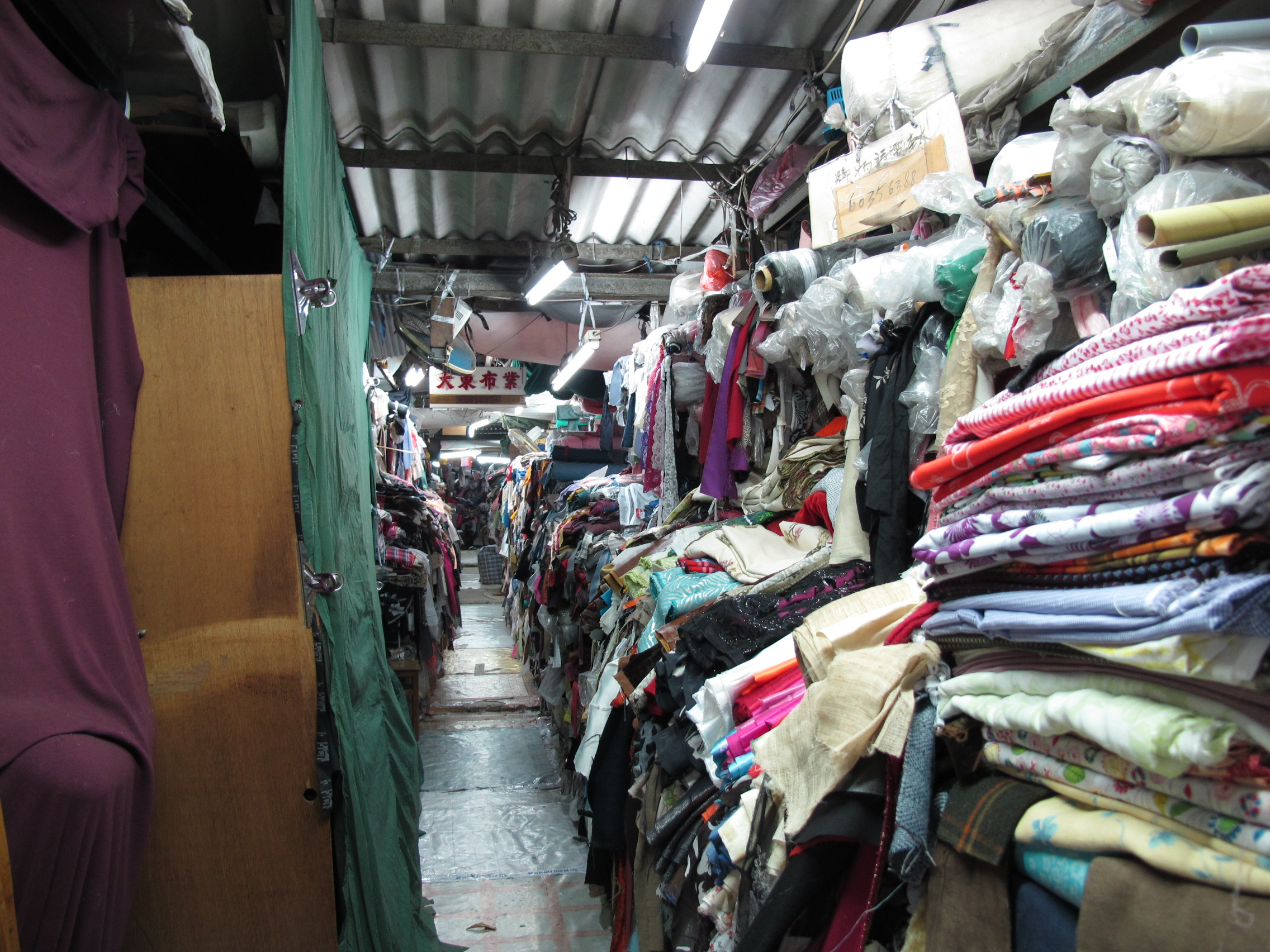
市場內每一個檔攤都堆滿了布膠板帆布

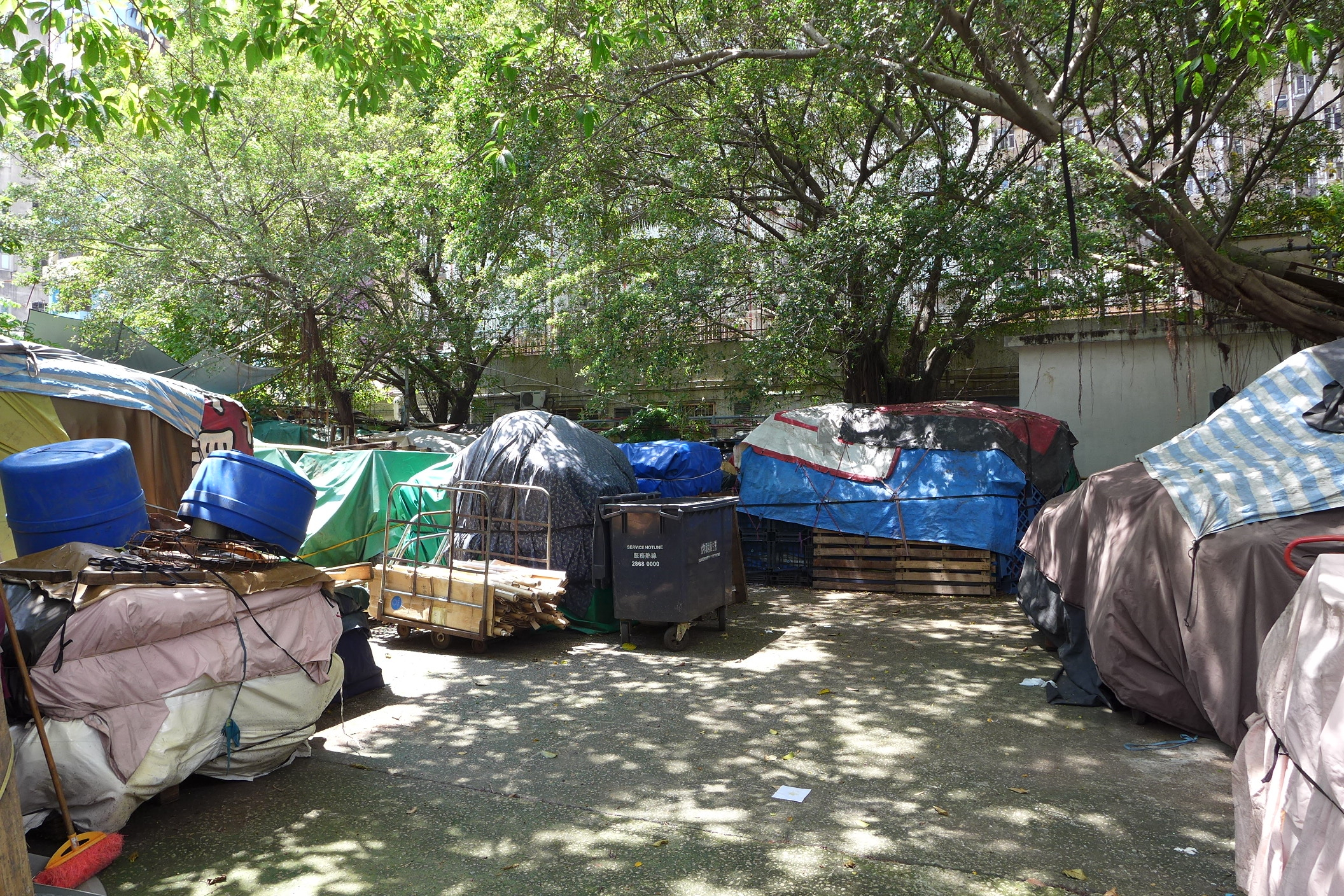
雜物區

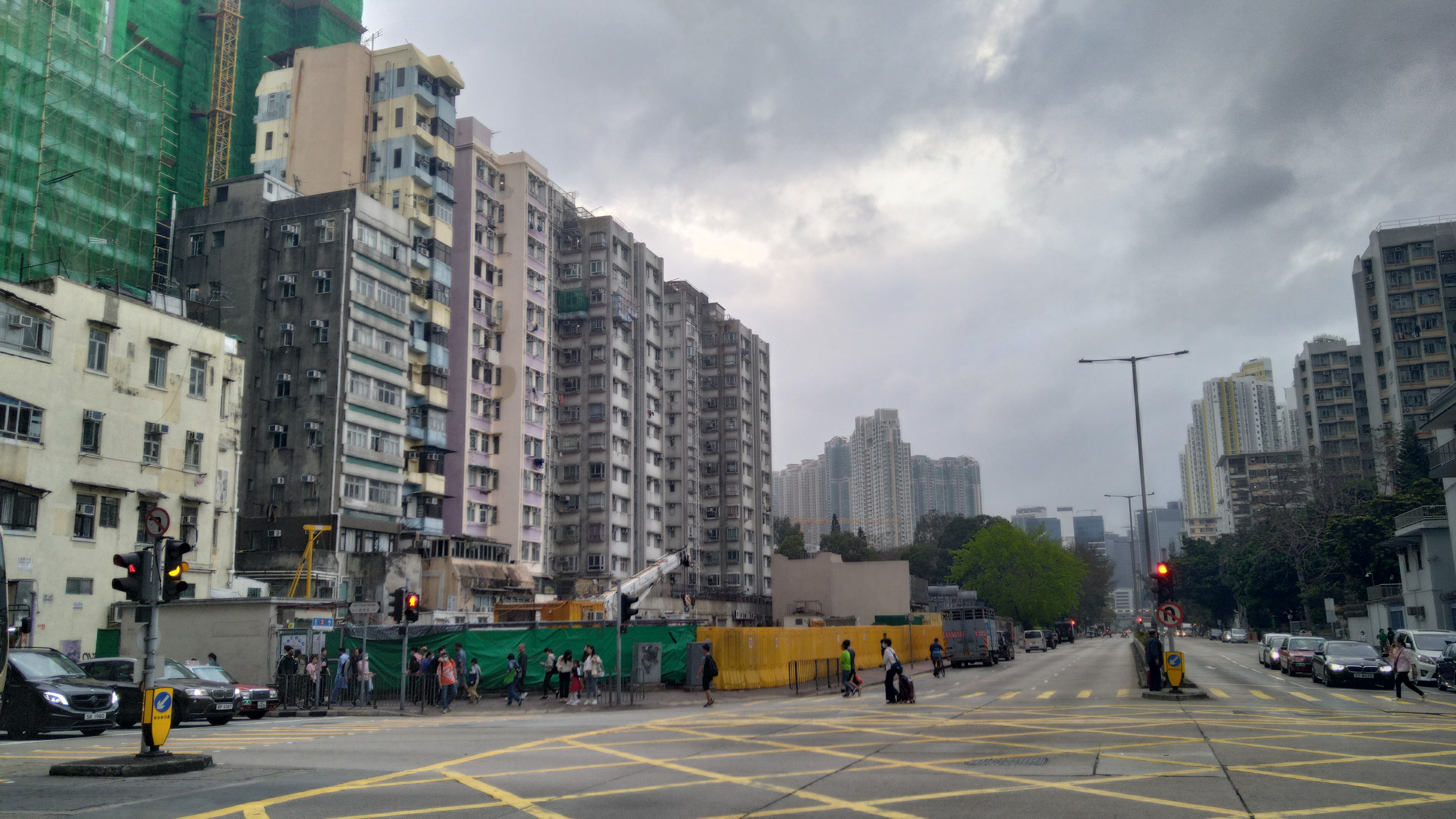
拆卸後的欽州街小販市場（2024年3月）

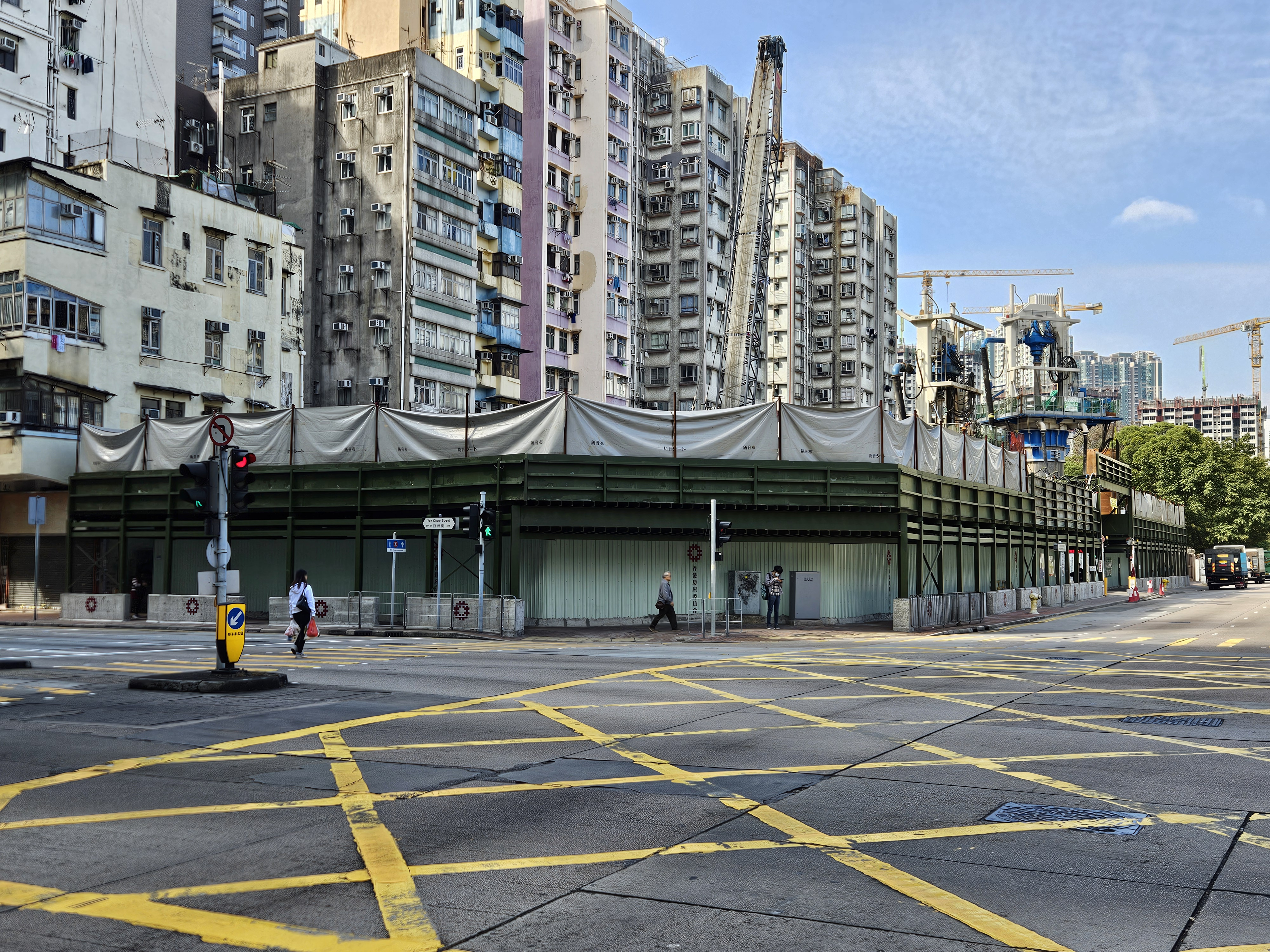
拆卸後的欽州街小販市場（2024年12月）

欽州街小販市場（英語：Yen Chow Street Hawker Bazaar），又稱為深水埗布藝市場，俗稱「棚仔」，曾經是香港碩果僅存的布料集中地，位於深水埗荔枝角道373號。小販市場早在1970年代開始有布販進駐，全盛時期共有190多檔經營。其後政府停發小販牌，而棚仔亦經歷了多次政府收地風波。2015年布販和義工成立了棚仔關注組，關注政府收地。截至2018年仍有50位經營者繼續在市場經營。小販市場最終在2023年1月31日完成歷史任務，並由食環署職員進行清場，市場到晚上7時關閉。
現時用地用作興建居者有其屋屋苑，預計於2028至2029年度落成。

## 歷史
1978年，由於政府要在欽州街興建地鐵深水埗站，將該處的小販安排到此臨時擺檔，直至市場封閉。

## 特色
小販市場每一個檔攤都堆滿了布膠板帆布，雖環境昏暗，但布料價錢相當相宜，款式多元化，普通的綿布、麻布、各種花式的格仔布，甚至牛仔布也可以找到。因此成為時裝設計的學生常到之處。

## 政府收地
2005年，食環署向布販稱地政署要收回土地，另作發展，要小販於2006年底全部搬走。並聲會安排受影響的60餘檔布販安置，遷進通州街臨時街市，與肉檔為鄰。
2006年8月，布販派代表到北河街政府大樓遞交請願信，拒絕搬遷，並與食環署有關人員開會，一直未能達成協議。
2006年9月，在布販的搬遷問題仍未獲解決之際，近30名食環署職員昨晨抵達棚仔，搬走空置舖位內的布疋。
2006年10月，一隊食環署人員進入棚仔，查封攤檔。其間，兩名食環署人員在檔口前放置兩個鐵馬，鄰檔小販指鐵馬阻礙通道，為免拌倒老人和小孩，要求食環署人員把鐵馬移開。有食環人員態度惡劣，在移開鐵馬期間，打翻一個熱水壺，滾水灼傷姓霍男小販的左手前臂和左腳。
後來不知什麼原因，食環暫停了任何收地行動。
直至2015年8月中，食環署突然致函布販，稱政府需收回欽州街小販市場興建公私營住宅，該署曾與受影響的布販開會，提出四個補償方案，包括撥出各區空置攤位供布販繼續經營，布販亦可選擇交回小販牌照，領取80,000元的特惠金。據悉，有布販在會上炮轟食環署的補償方案欠誠意。布販又不滿安置方案提及可在各區空置攤位繼續經營，惟無交代攤位的位置，擔心檔位偏遠無生意可做。
在2016年，布販多次要求食環與他們對話。

2016年1月8日，棚仔小販到立法會抗議及舉行記者招待會，要求不遷不拆。並例出七項不遷不拆的理由：
- 棚仔歷史悠久 必須保育，
- 事前沒有對持份者作任何諮詢
- 沒有急切收地需要
- 棚仔所在地並非區內唯一可供興建居屋的土地
- 影響深水埗區內生態
- 絕對有空間先發牌 後改善
- 立法會提出未來會考慮重發小販牌照 歡迎民間墟市建議

2016年1月18日，食環首次會見棚仔經營者。
在會議中，食環署總監黎家傑先生指收土行動是「政府相關部門」下達，政府已有發展安排，但未能清晰交待所指的安排為何，亦未能交出有關政府文件。
另外，食環署亦發表了安置棚仔現時經營者的方案。發言人指通州街街市安置方案為現時考慮的其中一個方案，但所謂的方案，是小販要入街市要投標競投。根據食環署網頁資料，競投底價為每月$2060，實質租金還要按競投成交價而定，相比現時棚仔每月$350的臨時牌照費用，實在差天共地。除上的所謂方案，食環署拒絕交待其餘的方案。棚仔布販指責食環署從未公開諮詢，並繼續要求不遷不拆。
2016年9月28日，布販收到食環署信件知會有關「棚仔」遷置安排及細節，要求布販10月中回覆接受（承諾書），否則收回排檔。同時，信上不承認當中17人的經營者身份，（當時棚仔共有50名經營者），所有遷置及賠償安排均不適用在這17人身上。部分不承認經營者身份的原因，是指「夫妻檔」的登記人只會是一名。可是被承認經營者身份的33人當中，亦是有部分夫妻兩人都同時被承認。
布販向食環處投訴，食環署要求布販自行拿證明去證實自己是經營者的身份，但一直沒有公開辨別準則，部分小販拿出電費單、買賣單據等文件，都被指不能證明其身份。棚仔關注組發聲明，指食環署辨別過程欠缺客觀準則及不透明，並要求食環集體承認，堅拒分化。
2016年10月3日，食環署安排與布販會面。布販出席會面的同時發起抗議遊行，要求與高永文局長直接對話，並把33封承諾書還給食環署。
2016年12月13日，食物安全及環境衞生事務委員會就著棚仔的遷置事宜作討論。棚仔小販有機會在會議中代表自己發言。 
最後，雖然會議通過了「撤回清拆棚仔期限」、「重新審理17 位被拒絕承認身份的布販」等動議 ，可是事務委員會的議案只作為給食環署的建議，並無任何約束力...
另外，會議當天，食物及衛生局副局長陳肇始，應會議主席邀約，答應親身前來棚仔。後來，陳肇始答應會於2017年2月14日前來棚仔，但後來小販被告之她當天不能出現。自那天之後，陳肇始一直未能答覆親身來棚仔的時間表。
到2023年1月31日最後一天，食環署職員一度表明只允許檔販搬貨，禁止買賣，引起多名檔販不滿。經協調後，早上10時起讓市民自由進入小販市場，職員向市民及檔販引起不便表示歉意。最後小販市場內49個合資格經營者中有33戶選擇離場，16戶遷往通州街臨時街市第一至三座的新址市場。有經營者表示新舖租金非常貴，月租約4500元，而以往全年只需4600元，又認為政府提供3.5萬元搬遷費不足。

## 鄰近地點
- 西九龍中心
- 麗安邨
- 深水埗警署
- 滙
- 深水埗公園
- 寶血會嘉靈學校